# Xã Roaring Brook, Quận Lackawanna, Pennsylvania
Xã Roaring Brook (tiếng Anh: Roaring Brook Township) là một xã thuộc quận Lackawanna, tiểu bang Pennsylvania, Hoa Kỳ. Năm 2010, dân số của xã này là 1.907 người.